# Ерэн кашка
Ерэн кашка (баш. Ерән ҡашҡа — рыжий волк) — башкирская народная песня, узун-кюй. В ряде источников переводится как Рыжий конь со звездочкой на лбу.

## История
Впервые  записана Султаном Габяши и опубликована в 1935 году в сборнике «Башҡорт халыҡ йырҙары» (рус. Башкирские народные песни). Затем песню изучали/исполняли Ф. Х. Камаев, Л. Н. Лебединский, Ф. А. Надершина, Г. З. Сулейманов, Р. С. Сулейманов, Х. Ф Ахметов, Нажия Аллаярова, Б. Н. Валеева, Рамазан Янбаков, Т. Рашитова. Композиторы С. Низаметдинов, М. Музаффаров, Ю. Рахимов (опера «Кахым Тура») использовали мелодию песни в своих трудах.

## Описание
Редко встречающийся матерый крупный рыжий волк, разновидность волка - тотемного животного тюркских народов, помогает преодолеть трудности:
- Как только произнесу рыжий волк, мой конь всегда на чеку (сайҡай, в значении прийти в чувство). И даже если нет овса мой сердечный друг (йөрәк майҡайым в значении горячо любимый, особо ценный) движется быстрее (баш. Ерән ҡашҡа атҡайым да, Башын сайҡай малҡайым. Алдарында һолоһо бөтһә, Һыҙыла йөрәк майҡайым.)
- Как только произнесу рыжий волк, мой конь не устает и терпит (баш. Ерән ҡашҡа атҡайым да, Арымай сабыр малҡайым.)
- Как только произнесу рыжий волк, пламенный конь быстрее ветра (баш. Ерән ҡашҡа атҡайым да, Елдәр тарай ялҡайын.) (Елдәр тарай прочесывать ветра, быть быстрее ветра)